# İshak Efendi
İshak Efendi (* um 1774 in Arta; † um 1836) war ein osmanischer Naturwissenschaftler, Mathematiker und Ingenieur.

## Leben
İshak Efendi wurde als Sohn einer jüdischen Familie in Arta in Griechenland geboren, das aber im Laufe der Jahrhunderte mehrmals als Narda unter osmanischer Herrschaft gestanden hatte. Er selbst konvertierte zum islamischen Glauben und reiste nach dem Tod seines Vaters zu Studienzwecken nach Istanbul, wo er wahrscheinlich in einer Religionsschule (Madrasa) Mathematik und neben den Fremdsprachen Französisch, Latein, Griechisch und Hebräisch, die er sowieso beherrschte, noch dazu Türkisch, Arabisch, Persisch und Mathematik studierte.
An der Istanbuler Militäringenieurschule, an der er sich von 1806 bis 1815 auf seine spätere Laufbahn vorbereitete, avancierte er zum Assistenten des Schulleiters Hüseyin Rıfkı Tamânî, mit dem gemeinsam er 1816 nach Medina reiste, um an der Renovierung heiliger Stätten mitzuwirken.
1824 wurde İshak an den Hof des Sultans Mahmud II. als Übersetzer berufen und während des Russisch-Türkischen Kriegs  (1828–1829) zum Verantwortlichen bei der Renovierung militärischer Festungsanlagen auf dem Balkan ernannt. 1829 zurück in Istanbul hielt er Vorlesungen an seiner alten Militäringenieurschule und wurde 1831 zu deren Leiter (Başhoca) berufen.
Als Folge seiner Reformbemühungen an der Schule, die seinem einflussreichen Vorgänger Seyyid Ali Pascha ein Dorn im Auge waren, wurde Efendi unter dem Vorwand, Restaurierungen an den Heiligen Stätten in Medina zu beaufsichtigen, auf eine Haddsch geschickt. Auf seinem Rückweg starb er um 1836.

## Wirken
Efendi behandelte in seinem vierbändigen Hauptwerk Mecmua-i Uhum-i Riyaziye ausführlich die Mathematik nach dem westlichen Standard zu dieser Zeit. So befasste er sich in diesen Bänden mit allen Teilgebieten der Arithmetik, Algebra, Geometrie, Trigonometrie, der Differentialrechnung und Kegelschnitten. Dazu widmete er sich mit einer Übersicht den neuesten Erkenntnisse des Jahrhunderts über die Physik, Mechanik, Elektrizitätslehre und der Chemie. Zudem schrieb Efendi mehrere Lehrbücher über das militärische Ingenieurwesen wie z. B. das Gießen von Kanonen, den Bau von Befestigungsanlagen sowie die Landvermessung und übersetzte eine ansehnliche Zahl europäischer militärischer Fachliteratur in die türkische Sprache.
Trotz der eindeutig militärisch zu nennenden Interessen Efendis war er von herausragender Bedeutung für die Einführung und Verbreitung der Naturwissenschaft in der Türkei.

## Publikationen
- İshak Efendi: Usûl-i istihkamât, Istanbul, Verlag: Dâr et-Tabâa, 1834.
- İshak Efendi: Mecmua-yı ulûm-i riyaziye, Verlag: Bulak Matbaası, 1841–1845
- İshak Efendi: Mühendishane-yi Sultanî'nin te'sis ve küşadına âmir sultan Selim han salis fermanı, Istanbul, Verlag: Matbaa-yi Bahriye, 1912
- İshak Efendi: Mecmua-i ulum-i riyaziye müsellesat-ı müsteyıye ve ameliyatı hendesiye ve cebrin hendeseye tatbiki ve ilm-i kutu-i mahrütiyat ve hesab-ı tefazül-i ve tamamı : Usul-i hikmet-i tabiiyeden ..., İstanbul, Verlag: Matbaa-i Âmire, 1831.